# Alfred Steinke
Alfred Wilhelm Steinke (Német Birodalom, Berlin, 1881. június 6. – Harmadik Birodalom, Berlin, 1945. május) Európa-bajnoki bronzérmes német jégkorongozó, olimpikon, sportvezető, katona. Minden idők második legidősebb jégkorongozója az olimpiák történetében 46 évesen és 249 naposan.

## Élete
Részt az 1928. évi téli olimpiai játékokon a jégkorongtornán. A német csapat a C csoportba került. Első mérkőzésükön 0–0-t játszottak az osztrák válogatottal, majd 1–0-ra kikaptak a svájci csapattól. A csoportban az utolsó, 3. helyen végeztek 1 ponttal és nem jutottak a négyes döntőbe. Összesítésben a 10. lettek.
Az 1927-es jégkorong-Európa-bajnokságon bronzérmet nyert.
Klubcsapata a Berliner Schlittschuhclub volt. 9-szeres német bajnok 1912-1914, 1923-1926, 1928, 1929. 3-szoros Spengler-kupa győztes: 1924, 1926, 1928.
Visszavonulása után sporttisztviselő lett.
A második világháború utolsó napjaiban esett el Berlinben.